# Ocoliș
Ocoliș je obec v župě Alba v Rumunsku. Žije zde 479 obyvatel. Administrativní součástí města jsou i tři další vesnice.

## Části obce
- Ocoliș – 261 obyvatel
- Lunca Largă – 48 obyvatel
- Runc – 114 obyvatel
- Vidolm – 56 obyvatel